# Димитрије Карамата
Димитрије Карамата (Караматов) (Катраница, око 1734 — Земун, 1789) је био српски трговац и родоначелник једне од најстаријих земунских породица.

## Биографија
Рођен је око 1734. године у месту Катраница код Кајлара, у Македонији. У Земун се доселио са браћом Анастасом и Филипом. Бавио се извозом свиња и као имућни трговац купио је 1772. године за 4.000 форинти једну од највећих и најлепших кућа у Земуну. У њој су приликом посете организоване поводом освајања Београда од Турака 1788. године, одсели престолонаследник Фрања и аустријски цар Јосиф II са својим ратним штабом. Кућу је украсио својим портретом и портретом своје жене, које је 1785. године урадио сликар Георгије Тенецки. Поред ове имао је још једну кућу, поседовао је 1776. године имање од 12,5 јутара оранице и ливаде. Заједно са осталим земунским трговцима подигао је 1785. године православну капелу у Еперјешу.
У Катраници се оженио Маријом, родом из Цариграда, из српске породице Грујић, и са њом је имао синове Атанасија, Александра, Јована и Теодора и ћерку Јулију.